# Dransfeld
Dransfeld è una città di 4 398 abitanti della Bassa Sassonia, in Germania.
Appartiene al circondario di Gottinga ed è amministrata dalla Samtgemeinde Dransfeld.
Conta le frazioni di Bördel, Ossenfeld e Varmissen.